# 루이 샤를 앙투안 드제
루이 샤를 앙투안 드제(프랑스어: Louis Charles Antoine Desaix, 1770년 12월 31일 ~ 1800년 12월 31일)는 프랑스의 영웅적 군인이다. 루이 16세가 폐위된 뒤 왕당파라는 혐의로 감옥에 갇혔으나 1793년~1794년에 큰 활약을 했다. 1793년 독일 슈트라스부르크 전투, 1794년 마인츠 전투, 1795년 만하임 전투, 1796년 바이에른 전투에서 활약을 했고 1797년 나폴레옹을 만났다. 1798년 피라미드 전투에서 맘루크들과 치열하게 싸운 끝에 상이집트를 점령했다. 1800년 이탈리아 마렝고 전투 중에 가슴에 총을 맞고 전사했다.

## 같이 보기
- 개선문에 새겨진 이름들